# 하인리히 바르트

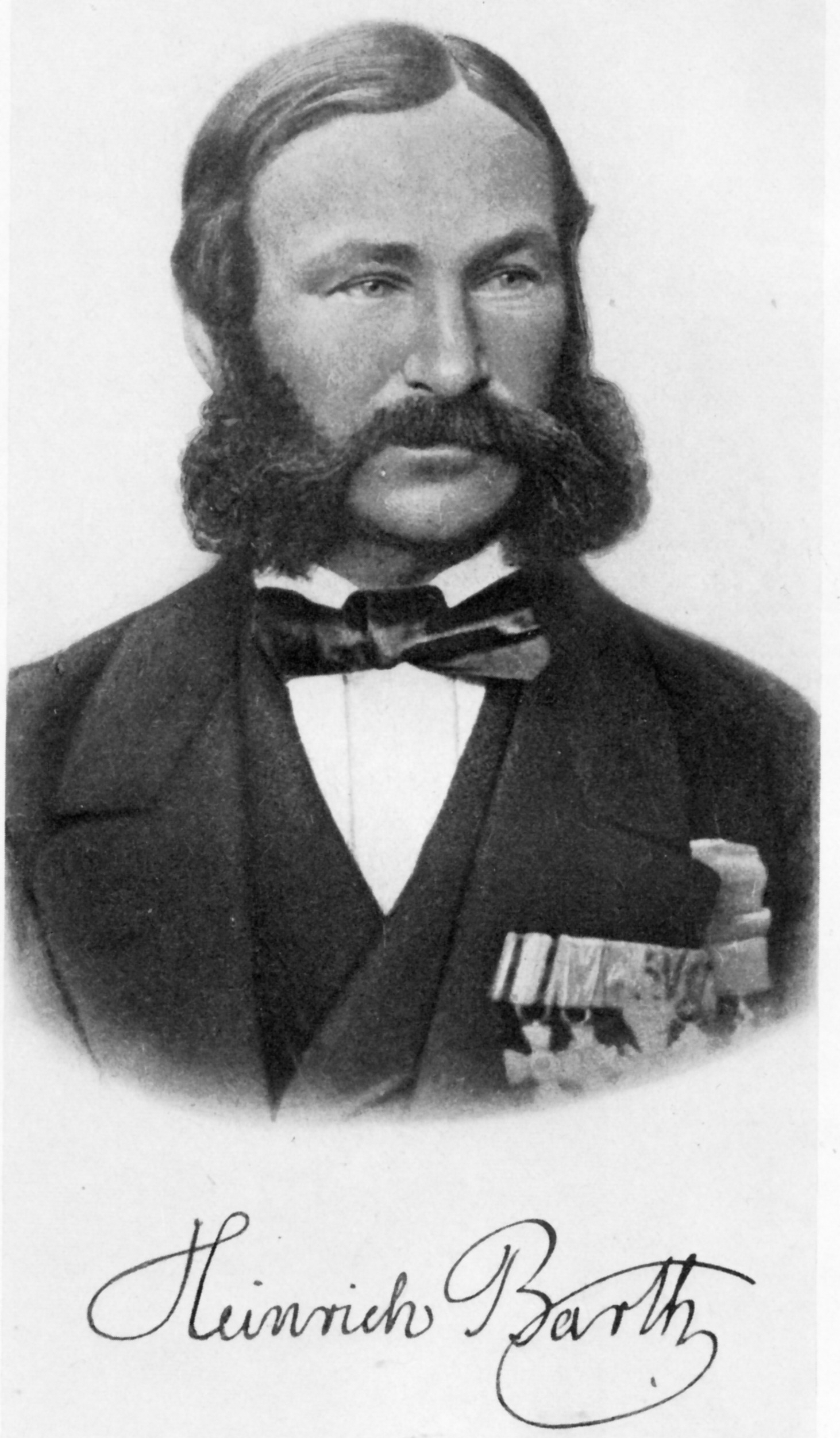
하인리히 바르트의 사진과 서명

요한 하인리히 바르트(Johann Heinrich Barth, 1821년 2월 16일 ~ 1865년 11월 25일)는 독일의 아프리카 탐험가이자 학자였다. 바르트는 학문적 바탕, 아랍어의 어문학적 능력, 아프리카 언어의 습득, 그리고 그가 방문한 문화의 세부 사항을 신중하게 기록하는 성격 덕분에 유럽의 가장 위대한 아프리카 탐험가 중 한 명으로 기억되고 있다. 그는 민족의 구술 역사의 쓰임새를 이해한 최초의 인물 중 하나였으며 많은 구술 역사를 수집했다. 그는 1850년부터 1855년까지 5년 간의 여행 동안 아프리카의 통치자들 및 학자들과 우정을 쌓았다. 두 명의 유럽인 동료가 사망한 후 그는 아프리카인들의 도움으로 여행을 마칠 수 있었다. 그 후 그는 영어와 독일어로 여행을 기록한 5권의 책을 집필하여 출판하였고, 이는 당시와 그 이후의 학자들에게 매우 귀중한 자료가 되었다.